# Cremastocheilus bifoveatus
Cremastocheilus bifoveatus är en skalbaggsart som beskrevs av Van Dyke 1918. Cremastocheilus bifoveatus ingår i släktet Cremastocheilus och familjen Cetoniidae. Inga underarter finns listade i Catalogue of Life.